# Pierre Molinéris
Pierre Molinéris (Niça, 21 de maig de 1920 - Villard de Lans, 7 de febrer de 2009) va ser un ciclista francès que fou professional entre 1943 i 1955. En el seu palmarès destaca una victòria d'etapa al Tour de França de 1952.
Era el pare de Jean-Luc Molinéris, ciclista professional entre 1971 i 1977.

## Palmarès
- 1943
  - 1r a la Saint Etienne-Le Puy
- 1944
  - 1r del Premi de Saint-Chamond
- 1945
  - Campió del Loira
  - 1r del Gran Premi de l'Alliberament a Niça
  - 1r del Premi de Niça
- 1946
  - 1r del Gran Premi de Vercors
  - 1r del Premi de Toulon
- 1947
  - 1r de la Niça-Puget-Théniers-Niça
  - 1r del Premi de Besançon
- 1948
  - 1r del Circuit de les 6 Províncies
  - 1r del Tour de l'Alta Savoia
  - 1r de la Firminy-Roanne-Firminy
  - 1r de la Niça-Puget-Théniers-Niça
  - 1r de la Niça-Mont Agel
- 1949
  - 1r del Premi de Grenoble
  - 1r de la Poly a Lió
  - Vencedor d'una etapa del Critèrium del Dauphiné Libéré
- 1950
  - 1r del Gran Premi del Pneumàtic a Montluçon
  - 1r del Circuit del Mont Blanc
  - 1r del Circuit de l'Aulne
  - 1r del Premi de Moulins
  - 1r del Premi de Nantua
- 1951
  - 1r de la París-Saint Amand Montrond
  - 1r del Circuit de Morbihan
  - 1r del Premi de Thiers
- 1952
  - Vencedor d'una etapa al Tour de França
  - Vencedor de 2 etapes al Critèrium del Dauphiné Libéré
  - 1r de la Ronda de Mònaco
  - 1r del Premi de Barcelonette
- 1953
  - Vencedor d'una etapa dels Boucles de la Gartempe
  - 1r del Circuit del Ventor
  - 1r del Circuit del Mont Blanc
  - 1r del Gran Premi d'Espéraza
  - 1r del Premi d'Aurillac
  - 1r del Premi d'Ussel
- 1954
  - Vencedor d'una etapa del Tour del Sud-est
  - 1r del Circuit de les Vall d'Ossau
  - 1r del Premi de Commentry
  - 1r del Premi de Saint-Vallier
- 1955
  - 1r del Circuit de Mont Blanc
  - 1r del Gran Premi del Pneumàtic a Montluçon

### Resultats al Tour de França
- 1948. Abandona (14a etapa)
- 1949. Abandona (5a etapa)
- 1950. 36è de la classificació general
- 1951. Abandona (15a etapa)
- 1952. Abandona (18a etapa). Vencedor d'una etapa
- 1953. 38è de la classificació general
- 1954. 59è de la classificació general
- 1955. Abandona (7a etapa)